# Shine Ya Light
«Shine Ya Light» —en español: «Enciende tu luz»— es una canción de estilo R&B con Reggae fusion e influencias del Synthpop de la cantante Rita Ora, compuesta y producida Chris Loco, Fraser T. Smith & LP el sencillo se publicó el 17 de octubre de 2012 en el Reino Unido y más tarde mundialmente.

## Video musical
El video musical fue producido y dirigido por Emil Nava, los lugares de rodación fueron en la República de Kosovo, en las afueras de Pristina donde nació Rita Ora. En el video se pueden ver como las señales de la autopista como la M-9 Pristina o Pristinë o también se puede comprobar más sitios señalizados como Mistrovica, Belgrado etc., y se rodó también junto a la estatua de NewBorn que fue fundada en 2008 tras la independencia de Kosovo. El video como final fue publicado en la cuenta oficial de RitaOraVEVO.

## Posicionamiento en listas

### Semanales
| Escocia     | Scottish Singles Chart | 9  |
| Irlanda     | Irish Singles Chart    | 25 |
| Reino Unido | UK Singles Chart       | 10 |